# James Stirling
James Frazer Stirling (22. travnja 1926. – 25. lipnja 1992.) je bio škotski arhitekt; među kritičarima i kolegama priznat kao jedan od najvažnijih i najutjecajnijih arhitekata druge polovice 20. stoljeća.

## Životopis
Iako je općeprihvaćena godina njegova rođenja u Glasgowu 1926., njegov dugogodišnji prijatelj, Colin St John Wilson, trdi kako je Stirling rođen 1924. god. James Stirling je pohađao Srednju školu Quarry Bank u Liverpoolu, a tijekom Drugog svjetskog rata pridružio se tzv. „Crnoj straži” Škotske kraljevske brigade (3 SCOTS), te padobranskoj postrojbi s kojom je sudjelovao u desantu tijekom „Dana D” (Operacija Neptun) i bio je dvaput ranjen prije povratka u Britaniju.
Studirao je arhitekturu od 1945. – 50. na Sveučilištu u Liverpoolu, gdje je poput mnogih mladih arhitekata počeo ispitivati i donekle podrivati teorijske koncepte moderne arhitekture. Njegov razvoj je uvelike poticao njegov učitelj i prijatelj, Colin Rowe, koji ga je i upoznao s eklektičarskim duhom koji mu je omogućio inspiraciju djelima iz gotovb cijele povijesti, od starog Rima do baroka, te od Franka Lloyda Wrighta do Alvara Aalta. Godine 1956., s James Gowan osnovao je ured Stirling i Gowan čije je najpoznatije djelo Zgrada fakulteta inženjerstva u Leicesteru koji se odlikuje svojim tehničkim i geometrijskim formama, ali i Stirlingova, kasnije jako česta, uporaba izometričke ptičje perspektive. 
Od 1963. on vodi svoj samostalni ured, a od 1971. godine partner mu postaje Michael Wilford, koji je radio s njim od 1960. U 1970-ima Stirling mijenja svoj arhitektonski pristup, te se prije pojave racionalističke škole ili brutalista Stirling pretvara u jednog od glavnih predstavnika eklektične postmoderne. Nova državna galerija u Stuttgartu (Neue Staatsgalerie Stuttgart) se u tom smislu smatra učinkovitim remek-djelom koje rukuje nizom regionalnih i nacionalnih odlika koje grade povijest.
God. 1978. Stirling je dobio medalju Alvar Aalto, a 1981. slavnu Pritzkerovu nagradu za arhitekturu, koja se često naziva i „Nobelovom nagradom za arhitekturu”. Netom prije smrti 1992. god. dobio je vitešku titulu. Budući da je njegov ured Stirling-Michael Wilford nastavio raditi poslije njegove smrti, mnogi objekti, poput Zgrade sveučilišta za glazbu i scenske umjetnosti u Stuttgartu (1993. – 94.), ostvareni su postumno.
Nagrada Kraljevskog instituta britanskih arhitekata (RIBA) za izvrsnost, najprestižnija nagrada britanskih arhitekata, je 1996. godine po njemu nazvana Stirling prize.

## Djela
Uspjeh Stirlingove arhitekture leži u njegovoj sposobnosti da suptilno uklopi brojne, gotovo enciklopedijske, izvore iz povijesti arhitekture, s jasnom vizijom snažnih i pouzdanih poteza u cilju obnove urbanih formi. Može se reći kako je njegova arhitektura u njegovo vrijeme bila pobunom protiv konformiteta. Gotovo uvijek je izazivao uzbunu britanske kritike koja nije propuštala priliku da ga napadne na svakom koraku, što je dovelo do njegovog velikog djelovanja u inozemstvu.

### Kronolški popis važnijih djela
- Zgrada odjela inženjerstva Sveučilišta u Leicesteru, Ujedinjeno Kraljevstvo (1959. – 1963.)
- Knjižnica fakulteta povijesti, Cambridge, UK (1964. – 67.)
- Spavaonica Sveučilišta St. Andrews, Edinburgh, UK (1964. – 68.)
- Studentski dom (Zgrada Florey), Queen's College, Oxford, UK (1966. – 71.)
- Stambena zgrada Southgate Estate, Runcorn, UK (1967. – 76.), srušeno 1992.
- Zgrada za obuku tvrtke Olivetti, Haslemere, UK (1969. – 72.)
- Proširenje Sveučilišta Rice, Houston, Texas, SAD
- Centar za kazališne umjetnosti, Cornell University, Ithaca, New York, SAD (1983. – 1988.)
- Nova državna galerija u Stuttgartu, Njemačka (1979. – 84.)
- Muzej Arthur M. Sackler, Sveučilište Harvard, Cambridge, Massachusetts, SAD (1979. – 1985.)
- Muzej umjetnosti Fogg, Cambridge, Massachusetts, SAD (1979. – 85.)
- Berlinski znanstveni centar za društvena istraživanja, Njemačka (1979. – 88.)
- Clore Gallery (za potpunu kolekciju djela Williama Turnera), proširenje Galerije Tate u Londonu, UK (1980. – 85.)
- Zgrada i tvornica B. Braun Melsungen AG, Melsungen, Njemačka (1992.)
- Galerija Tate u Liverpoolu, UK (1984. – 1988.)
- Sveučilište za glazbu i scenske umjetnosti, Stuttgart, Njemačka (postumno, 1993. – 94.)
- No 1 Poultry, London, UK (postumno, 1994. – 98.)

## Vanjske poveznice
- James Stirling na stranicama Pritzkerove nagrade (engl.)
- James Stirling archive, Canadian Centre for Architecture (engl.)